# Tippa My Tongue
Tippa My Tongue è un singolo del gruppo musicale statunitense Red Hot Chili Peppers, pubblicato il 19 agosto 2022 come primo estratto dal tredicesimo album in studio Return of the Dream Canteen.

## Descrizione
Corey Irwin di Ultimate Classic Rock ha descritto il brano come un insieme di tutti i tratti classici dello stile dei Red Hot: «il rap rock di Kiedis, la linea di basso funky di Flea, il suono dinamico della chitarra di John Frusciante e l'enfatico backbeat di Chad Smith». A questi tratti va aggiunta la non troppo mascherata allusione sessuale dei testi, altro elemento ricorrente nella produzione del quartetto californiano.

Chad Smith, intervistato da Billboard, ha dichiarato:

## Promozione
Annunciato da Flea durante un concerto del Global Stadium Tour, il singolo è stato anticipato da un teaser caricato sui canali social del gruppo.

## Video musicale
Il video, diretto da Malia James e animato da Julien Calemard e Thami Nabil, è stato reso disponibile sul canale YouTube del gruppo in concomitanza con il lancio del singolo.

## Tracce
Testi e musiche di Anthony Kiedis, Flea, John Frusciante e Chad Smith.
1. Tippa My Tongue – 4:20

## Formazione
Hanno partecipato alle registrazioni, secondo le note di copertina di Return of the Dream Canteen:
Gruppo
- Anthony Kiedis – voce
- John Frusciante – chitarra
- Flea – basso
- Chad Smith – batteria

Produzione
- Rick Rubin – produzione
- Ryan Hewitt – registrazione a Shangri-La, missaggio all'EastWest Studio
- Bernie Grundman – mastering (LP)
- Vlado Meller – mastering (CD, download digitale)
- Jermey Lubsey – assistenza al mastering (CD, download digitale)
- Bo Bodnar – ingegneria del suono
- Phillip Broussard Jr. – ingegneria del suono
- Jason Lader – ingegneria del suono
- Ethan Mates – ingegneria del suono
- Dylan Neustadter – ingegneria del suono
- Jonathan Pfarr – assistenza all'ingegneria
- Chaz Sexton – assistenza all'ingegneria
- Chris Warren – tecnico gruppo
- Henry Trejo – tecnico gruppo
- Sami Bañuelos – assistenza gruppo
- Lawrence Malchose – assistenza tecnica
- Charlie Bolois – assistenza tecnica

## Classifiche
| Classifica (2022)                | Posizione massima |
| -------------------------------- | ----------------- |
| Stati Uniti (alternative)        | 1                 |
| Stati Uniti (mainstream rock)    | 6                 |
| Stati Uniti (rock & alternative) | 18                |